# Diplazium godmanii
Diplazium godmanii är en majbräkenväxtart som först beskrevs av John Gilbert Baker och som fick sitt nu gällande namn av Carl Frederik Albert Christensen.
Diplazium godmanii ingår i släktet Diplazium och familjen Athyriaceae. Inga underarter finns listade i Catalogue of Life.